# Wahlbezirk Steiermark 10
Der Wahlbezirk Steiermark 10 war ein Wahlkreis für die Wahlen zum Abgeordnetenhaus im österreichischen Kronland Steiermark. Der Wahlbezirk wurde 1907 mit der Einführung der Reichsratswahlordnung geschaffen und bestand bis zum Zusammenbruch der Habsburgermonarchie.

## Geschichte
Nachdem der Reichsrat im Herbst 1906 das allgemeine, gleiche, geheime und direkte Männerwahlrecht beschlossen hatte, wurde mit 26. Jänner 1907 die große Wahlrechtsreform durch Sanktionierung von Kaiser Franz Joseph I. gültig. Mit der neuen Reichsratswahlordnung schuf man insgesamt 416 Wahlbezirke, wobei mit Ausnahme Galiziens in jedem Wahlbezirk ein Abgeordneter im Zuge der Reichsratswahl gewählt wurde. Der Abgeordnete musste sich dabei im ersten Wahlgang oder in einer Stichwahl mit absoluter Mehrheit durchsetzen.
Der Wahlkreis Steiermark 10 umfasste die Städte, Märkte und Gemeinden Stainz, Eibiswald, Mureck, Oberradkersburg, Arnfels, Leutschach, Leibnitz, Straß, Ehrenhausen, Deutschlandsberg, Groß Sankt Florian, Schwanberg, Wildon, Sankt Georgen an der Stiefing, Pettau, Rann, Sankt Leonhard in Windischbüheln, Pobersch und Roßwein.

## Wahlergebnisse
Die Reichsratswahl 1907 wurde am 14. Mai 1907 (erster Wahlgang) sowie am 23. Mai 1907 (Stichwahl) durchgeführt.

### Erster Wahlgang
| Kandidat                                                                    | Partei                             | Wahlkreisstimmen | Prozent |
| --------------------------------------------------------------------------- | ---------------------------------- | ---------------- | ------- |
| Vinzenz Malik                                                               | Deutschradikale Partei             | 1401             | 33,5 %  |
| Michael Kremser                                                             | Christlichsoziale Partei           | 1253             | 29,9 %  |
| Josef Jodlbauer                                                             | Sozialdemokratische Arbeiterpartei | 824              | 19,7 %  |
| Josef Radl                                                                  | Deutsche Volkspartei               | 666              | 15,9 %  |
|                                                                             | Sonstige Parteien                  | 40               | 1,0 %   |
| Wahlberechtigte: 5023, Ungültige/Leere Stimmen: 22, Wahlbeteiligung: 83,7 % |                                    |                  |         |

### Stichwahl
| Kandidat                                                                    | Partei                   | Wahlkreisstimmen | Prozent |
| --------------------------------------------------------------------------- | ------------------------ | ---------------- | ------- |
| Vinzenz Malik                                                               | Deutschradikale Partei   | 2333             | 57,3 %  |
| Michael Kremser                                                             | Christlichsoziale Partei | 1740             | 42,7 %  |
| Wahlberechtigte: 5023, Ungültige/Leere Stimmen: 51, Wahlbeteiligung: 82,1 % |                          |                  |         |

### Reichsratswahl 1911
Die Reichsratswahl 1911 wurde am 13. Juni 1911 (erster Wahlgang) sowie am 20. Juni 1911 (Stichwahl) durchgeführt.

#### Erster Wahlgang
| Kandidat                                                                    | Partei                             | Wahlkreisstimmen | Prozent |
| --------------------------------------------------------------------------- | ---------------------------------- | ---------------- | ------- |
| Vinzenz Malik                                                               | Alldeutsche Vereinigung            | 1671             | 40,9 %  |
| Franz Rauter                                                                | deutsch-freiheitlicher Kandidat    | 1061             | 26,0 %  |
| Heinrich Mataja                                                             | Christlichsoziale Partei           | 814              | 19,9 %  |
| Anton Ebner                                                                 | Sozialdemokratische Arbeiterpartei | 500              | 12,2 %  |
|                                                                             | Katholische Nationalpartei         | 31               | 0,8 %   |
|                                                                             | Sonstige Parteien                  | 11               | 0,3 %   |
| Wahlberechtigte: 5142, Ungültige/Leere Stimmen: 18, Wahlbeteiligung: 79,9 % |                                    |                  |         |

#### Stichwahl
| Kandidat                                                                    | Partei                   | Wahlkreisstimmen | Prozent |
| --------------------------------------------------------------------------- | ------------------------ | ---------------- | ------- |
| Vinzenz Malik                                                               | Alldeutsche Vereinigung  | 2571             | 62,0 %  |
| Franz Rauter                                                                | Christlichsoziale Partei | 1575             | 38,0 %  |
| Wahlberechtigte: 5142, Ungültige/Leere Stimmen: 22, Wahlbeteiligung: 81,1 % |                          |                  |         |